# Dai Kenji
Kenji Dai (代 健司, sinh ngày 27 tháng 3 năm 1989) là một cầu thủ bóng đá người Nhật Bản.

## Thống kê câu lạc bộ
Cập nhật đến ngày 20 tháng 2 năm 2018.
| Thành tích câu lạc bộ | Thành tích câu lạc bộ | Thành tích câu lạc bộ | Giải vô địch | Giải vô địch | Cúp                   | Cúp                   | Tổng cộng | Tổng cộng |
| Mùa giải              | Câu lạc bộ            | Giải vô địch          | Số trận      | Bàn thắng    | Số trận               | Bàn thắng             | Số trận   | Bàn thắng |
| Nhật Bản              | Nhật Bản              | Nhật Bản              | Giải vô địch | Giải vô địch | Cúp Hoàng đế Nhật Bản | Cúp Hoàng đế Nhật Bản | Tổng cộng | Tổng cộng |
| --------------------- | --------------------- | --------------------- | ------------ | ------------ | --------------------- | --------------------- | --------- | --------- |
| 2011                  | Mito HollyHock        | J2 League             | 5            | 0            | 2                     | 0                     | 7         | 0         |
| 2012                  | Mito HollyHock        | J2 League             | 8            | 0            | 1                     | 1                     | 9         | 1         |
| 2013                  | Ehime FC              | J2 League             | 32           | 1            | 1                     | 0                     | 33        | 1         |
| 2014                  | Ehime FC              | J2 League             | 24           | 0            | 3                     | 0                     | 27        | 0         |
| 2015                  | Ehime FC              | J2 League             | 4            | 0            | -                     | -                     | 4         | 0         |
| 2015                  | Renofa Yamaguchi      | J3 League             | 17           | 1            | 1                     | 0                     | 18        | 1         |
| 2016                  | Kataller Toyama       | J3 League             | 29           | 4            | 2                     | 0                     | 31        | 4         |
| 2017                  | Kataller Toyama       | J3 League             | 21           | 1            | 2                     | 0                     | 23        | 1         |
| Tổng                  | Tổng                  | Tổng                  | 140          | 7            | 12                    | 1                     | 152       | 8         |